# Synothele meadhunteri
Synothele meadhunteri is een spinnensoort uit de familie Barychelidae. De soort komt voor in West-Australië en Zuid-Australië.